# Elezioni comunali in Emilia-Romagna del 1993
Il 6 giugno 1993 (con ballottaggio il 20 giugno) e il 21 novembre (con ballottaggio il 5 dicembre) in Emilia-Romagna si tennero le elezioni per il rinnovo di numerosi consigli comunali.
Furono le prime col nuovo sistema elettorale maggioritario e l’elezione diretta del sindaco.

## Elezioni del giugno 1993
Ferrara
Cento
| Candidati e Liste                             | Voti   | %       | Seggi |
| --------------------------------------------- | ------ | ------- | ----- |
| Paolo Fava                                    | 7.147  | 33,64   | -     |
| Alleanza per Cento                            | 6.372  | 31,87   | 12    |
| Mario Pinca                                   | 5.749  | 27,06   | 1     |
| Partito Democratico della Sinistra            | 5.203  | 26,03   | 3     |
| Guido Razzaboni                               | 2.779  | 13,08   | 1     |
| Democrazia Cristiana                          | 2.810  | 14,06   | 1     |
| Gianluca Fantoni                              | 2.176  | 10,24   | 1     |
| Lega Nord                                     | 2.300  | 11,51   | -     |
| Mirco Gallerani                               | 1.589  | 7,48    | 1     |
| Movimento Sociale Italiano - Destra Nazionale | 1.324  | 6,62    | -     |
| Silvio Canelli                                | 1.589  | 7,48    | -     |
| Partito Socialista Italiano                   | 1.218  | 6,09    | -     |
| Vanna Gallerani                               | 772    | 3,63    | -     |
| Partito della Rifondazione Comunista          | 764    | 3,82    | -     |
| Totale alle liste                             | 19.991 | 100,00  | 16    |
| TOTALE                                        | 21.243 | 100,00' | 20    |

Forlì
Cesenatico
| Candidati e Liste                             | Voti   | %       | Seggi |
| --------------------------------------------- | ------ | ------- | ----- |
| Luciano Natali                                | 4.416  | 30,98   | -     |
| Partito Democratico della Sinistra            | 4.148  | 30,31   | 10    |
| Guglielma Righi Baiardi                       | 2.919  | 20,48   | 1     |
| Partito Repubblicano Italiano                 | 2.827  | 20,65   | 3     |
| Damiano Zoffoli                               | 1.881  | 13,19   | 1     |
| Democrazia Cristiana                          | 1.819  | 13,29   | 1     |
| Mauro Brighi                                  | 1.617  | 11,34   | 1     |
| Lega Nord                                     | 1.594  | 11,65   | -     |
| Vincenzo Morrone                              | 1.270  | 8,91    | 1     |
| Partito della Rifondazione Comunista          | 1.236  | 9,03    | 1     |
| Giancarlo Urbini                              | 956    | 6,71    | 1     |
| Partito Socialista Italiano                   | 864    | 6,31    | -     |
| Berta Berlani Gianesi                         | 659    | 4,62    | -     |
| Indipendenti                                  | 665    | 4,86    | -     |
| Gianfranco Graziani                           | 538    | 3,77    | -     |
| Movimento Sociale Italiano - Destra Nazionale | 534    | 3,90    | -     |
| Totale alle liste                             | 13.687 | 100,00  | 15    |
| TOTALE                                        | 14.256 | 100,00' | 20    |

Modena
Finale Emilia
| Candidati e Liste | Voti   | %       | Seggi |
| --- | ------ | ------- | ----- |
| Alfredo Sgarbi | 5.734  | 53,59   | -     |
| Lista Tre Torri (Partito Democratico della Sinistra-Partito Socialista Democratico Italiano-Partito Repubblicano Italiano-Partito Liberale Italiano) | 5.210  | 50,67   | 12    |
| Dino Pizzoli | 1.470  | 13,74   | 1     |
| Democrazia Cristiana | 1.599  | 15,55   | 2     |
| Giuseppe Miller Calzolari | 1.393  | 13,02   | 1     |
| Partito Socialista Italiano | 1.309  | 12,73   | 1     |
| Giorgio Battaglioli | 938    | 8,77    | 1     |
| Lega Nord | 1.053  | 10,24   | 1     |
| Gherardo Malaguti | 658    | 6,15    | 1     |
| Partito della Rifondazione Comunista | 638    | 6,20    | -     |
| Gianluca Borgatti | 507    | 4,74    | -     |
| Movimento Sociale Italiano - Destra Nazionale | 474    | 4,61    | -     |
| Totale alle liste | 10.283 | 100,00  | 16    |
| TOTALE | 10.700 | 100,00' | 20    |

Ravenna
Ravenna
| Candidati e Liste                  | Voti   | %       | Seggi |
| ---------------------------------- | ------ | ------- | ----- |
| Pier Paolo D'Attorre               | 37.421 | 38,92   | -     |
| Partito Democratico della Sinistra | 36.226 | 38,70   | 24    |
| Ezio Fedele Brini                  | 25.299 | 26,31   | 1     |
| Alleanza per Ravenna               | 24.514 | 26,19   | 6     |
| Sergio Guerra                      | 11.302 | 11,75   | 1     |
| Democrazia Cristiana               | 11.422 | 12,20   | 2     |
| Claudio Monti                      | 9.540  | 9,92    | 1     |
| Lega Nord                          | 9.384  | 10,03   | 2     |
| Giuseppe Capra                     | 9.440  | 9,82    | 1     |
| Rifondazione Comunista             | 5.700  | 6,09    | 1     |
| Federazione dei Verdi              | 2.138  | 2,28    | -     |
| La Rete                            | 1.042  | 1,11    | -     |
| Enrico Tabanelli                   | 3.156  | 3,28    | 1     |
| Partito Socialista Italiano        | 3.172  | 3,39    | -     |
| Totale alle liste                  | 93.598 | 100,00  | 35    |
| TOTALE                             | 96.158 | 100,00' | 40    |

## Elezioni del novembre 1993
Ferrara
Comacchio
| Candidati e Liste                             | Voti   | %       | Seggi |
| --------------------------------------------- | ------ | ------- | ----- |
| Alessandro Pierotti                           | 6.212  | 42,59   | -     |
| Partito Democratico della Sinistra            | 2.314  | 18,64   | 6     |
| Mista di Centro                               | 2.088  | 16,82   | 5     |
| Federazione dei Verdi                         | 722    | 5,82    | 1     |
| Iginio Ferroni                                | 1.808  | 12,40   | 1     |
| Movimento Sociale Italiano - Destra Nazionale | 1.392  | 11,22   | 1     |
| Francesco Sante Farinelli                     | 1.761  | 12,07   | 1     |
| Rifondazione Comunista                        | 1.761  | 13,53   | 1     |
| Antonio Felletti Spadazzi                     | 1.429  | 9,80    | 1     |
| Democrazia Cristiana                          | 1.093  | 8,81    | -     |
| Patto Segni                                   | 285    | 2,30    | -     |
| Giovanni Gelli                                | 1.214  | 8,32    | 1     |
| Democrazia Cristiana                          | 993    | 8,00    | -     |
| Antonio Bosco                                 | 1.135  | 7,78    | 1     |
| Rinnovamento                                  | 592    | 4,77    | -     |
| Alleanza Democratica                          | 214    | 1,72    | -     |
| Roberto Bellotti                              | 1.025  | 7,03    | 1     |
| Lega Nord                                     | 1.039  | 8,37    | -     |
| Totale alle liste                             | 12.411 | 100,00  | 14    |
| TOTALE                                        | 14.584 | 100,00' | 20    |